# 多布羅沃
多布羅沃（發音：[ˈdoːbɾɔʋɔ]），是斯洛維尼亞沿海地區布爾達市鎮的聚居地及其行政中心，靠近義大利邊境。它位於連接弗留利平原和索查河谷的公路上。
多布羅沃城堡是定居點中的一座城堡，建於1600年左右，建在舊建築的基礎上。它的外形是一個幾乎完美的正方形，每個角落都有方形砲塔。它設有一個藝術畫廊和一個博物館。城堡小教堂是獻給帕多瓦的聖安東尼，屬於比利亞納教區。

## 外部連結
- Dobrovo on Geopedia （页面存档备份，存于）